# Saunders Islet
Saunders Islet är en ö i Australien. Den ligger i delstaten Queensland, omkring 2 000 kilometer nordväst om delstatshuvudstaden Brisbane. Saunders Islet ligger på revet Thrush Reef.